# Altavoz
Altavoz é o quarto álbum de estúdio da cantora e compositora argentina Daniela Herrero. Foi lançado no dia 07 de maio de 2010 pelo selo Sony Music e contou com produção do produtor Rodrigo Cespo. 

## Antecedentes
Daniela Herrero havía lançado seu último trabalho El Espejo no ano de 2005, depois disto, não havía mas produzido nenhum álbum se quer. Neste álbum, Daniela também é praticamente compositora de quase todas suas canções, assim como no álbum de 2005. Traz um repertório diferenciado do trabalho anterior, e mostra a grande revolução de Daniela como cantora, trazendo um estilo mas Rock, que já trazia em seu trabalho anterior.

## Faixas
| Edição padrão |                        |                 |         |  |
| N.º           | Título                 | Compositor(es)  | Duração |  |
| 1.            | "Reyes"                | Daniela Herrero | 3:47    |  |
| 2.            | "Procrear"             | Daniela Herrero | 3:15    |  |
| 3.            | "Silêncio"             | Daniela Herrero | 2:59    |  |
| 4.            | "Más De Lo Que Me Dás" | Daniela Herrero | 3:02    |  |
| 5.            | "Incorrecto"           | Daniela Herrero | 3:36    |  |
| 6.            | "No és un Sueño"       | Daniela Herrero | 2:45    |  |
| 7.            | "De Nuevo"             | Daniela Herrero | 2:31    |  |
| 8.            | "Desaparezco"          | Daniela Herrero | 2:40    |  |
| 9.            | "Desintegrándome"      | Daniela Herrero | 2:43    |  |
| 10.           | "Tren"                 | Daniela Herrero | 3:14    |  |
| 11.           | "Son 2 Son 3"          | Daniela Herrero | 2:29    |  |
| 12.           | "Sol Sin Sol"          | Daniela Herrero | 3:28    |  |
| 13.           | "Vivo"                 | Daniela Herrero | 4:51    |  |
| 14.           | "Despierta"            | Daniela Herrero | 1:48    |  |

### Videoclipes
- Silêncio: O clipe foi publicado no dia 03 de setembro de 2011, até o momento obteve apenas um pouco mais de 11 mil visualizações.